# مسابقة مار دل بلاتا
مار دل بلاتا مدينة تقع في الأرجنتين لها تاريخ حافل بمسابقات الشطرنج التي تعرف باسمها. فمنذ 1946 تُقام في المدينة بطولة سنوية للشطرنج ويحضرها أهم اللاعبين في العالم، وبلغ عدد البطولات المقامة هناك 62 في عام 2007.
كانت البطولة تقام منذ 1928 لكن فقط في الفترة بين 1941 إلى 1970 أُعتبرت مسابقة دولية ذات سمعة عالمية. بعد عام 1970 أُقيمت سبعة بطولات دولية حقيقية فيها في أعوام 1951، 1954، 1969 و 2001. وأقيم في عام 1967 البطولة المفتوحة الأولى بها. فاز في النسخة الأولى للبطولة عام 1928 ربرتو جراو.